# Beechcraft AQM-37 Jayhawk
Le Beechcraft AQM-37 Jayhawk est un engin-cible développé par Beechcraft et dont le premier tir a eu lieu en 1961. Tiré d'un avion, propulsé par un moteur-fusée, il est principalement conçu pour imiter le comportement d'une ogive de missile balistique ennemi, pour les tests de défense. 

## Technologie
Le Jayhawk est propulsé par un moteur-fusée Rocketdyne LR64-NA-4, qui utilise des ergols liquides à température ambiante : hydyne et Acide nitrique fumant rouge. Ces ergols s'enflamment spontanément au contact l'un de l'autre. Il est tiré d'un avion, les avions porteurs utilisés ont été par exemple des McDonnell Douglas F-4 Phantom II, des General Dynamics F-16 Fighting Falcon, des English Electric Canberra, etc.